# Лихмус Фердінанд Карлович
Фердінанд Карлович Лихмус (13 липня 1911, хутір Полда волості Ласва повіту Верро Ліфляндської губернії, тепер Естонія — 31 січня 1979, селище Вярска, тепер повіту Пилвамаа, Естонія) — радянський естонський діяч, селянин волості Ласва Вируського повіту Естонської РСР. Депутат Верховної Ради СРСР 2-го скликання.

## Життєпис
Народився в селянській родині. У дитячі роки пас худобу. З шістнадцятирічного віку працював учнем і робітником на млині Кярва волості Меремяе. Після служби в естонській армії одружився, орендував хутір у волості Васейселінна і почав займатися власним  господарством.
Після окупації Естонії радянськими військами влітку 1940 року отримав орендовану землю у власність, став співробітником виконавчого комітету волосної ради, займався організацією культурних заходів. Під час німецької окупації був заарештований, кілька років провів у Вируській в'язниці та на лісорозробках в Антсла.
У 1944 році, після повернення радянської влади до Естонії, знову отримав землю хутора у власність.
На 1945—1946 роки — селянин-середняк волості Ласва Вируського повіту Естонської РСР, безпартійний.
Подальша доля невідома. Помер 31 січня 1979 року.